# افزایش مایع آمنیون

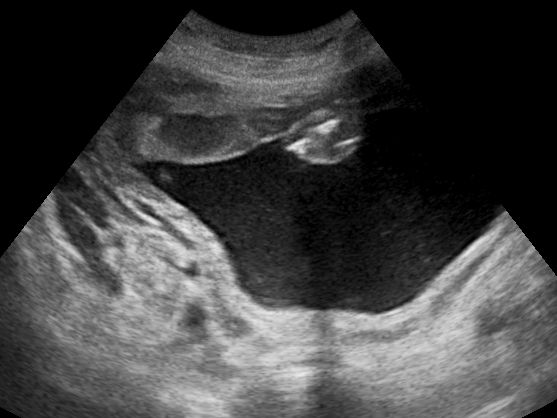
افزایش مایع دور جنین

افزایش مایع آمنیون یا پلی هیدرآمنیوس (به انگلیسی: Polyhydramnios) هنگامی اتفاق می‌افتد که مایع آمنیوتیک رحم بیش از حد معمول تجمع کند. در یک درصد از بارداری‌ها گزارش می‌شود. در بیشتر موارد پلی هیدرآمنیوس خفیف بوده و نیاز به درمان خاصی ندارد و ناشی از اضافه شدن بیشتر مایع آمنیوتیک در نیمه دوم بارداری است. با این حال پلی هیدرامنیوس شدید ممکن است باعث نفس تنگی، زایمان زودرس، پایین افتادن بند ناف و… شود که باید مورد پیگیری قرار بگیرد.

## علائم
مشخص‌ترین علائم این بیماری ایجاد فشار در ناحیه رحم و اندام‌های اطراف آن می‌باشد. در صورت خفیف بودن این عارضه معمولاً علامت و نشانه خاصی دیده نمی‌شود. اما پلی هیدرآمنیوس شدید ممکن است علائم زیر را ایجاد کند:
- تنگی نفس
  - سوزش سر دل شدید
  - ورم در اندام تحتانی
  - بزرگ شدن شکم بیشتر از سن حاملگی
  - احساس بیرون زدگی جنین

## علت
در بیشتر موارد، علت دقیق را نمی‌توان شناسایی کرد. دلایل مختلفی از جمله عفونت داخل رحمی یا کوریو آنژیوم جفت می‌تواند باعث افزایش غیرطبیعی مایع آمنیوتیک شود. این بیماری در مادرانی که دوقلو یا چند قلو باردار هستند، بیشتر دیده می‌شود. بیماری‌های زمینه ای مادر مانند مشکلات قلبی، مشکلات کلیوی و دیابت ممکن است باعث بروز این مشکل شود. سایر دلایل ناشایع که می‌تواند باعث پلی هیدرآمنیوس شود، موارد زیر است:
ناهنجاری‌های دستگاه گوارش مانند آترزی مری و آترزی اثنی عشر (به معنی ایجاد ناتوانی در بلع مایع آمنیوتیک در جنین)، آنانسفالی، شکاف صورت، ایجاد توده‌های گردن، فیستول و فتق دیافراگمی.
فتق بوخدالک یا باکدالک که به آن فتق مادرزادی دیافراگم نیز گفته می‌شود. این فتق داخلی باعث می‌شود، ارگان‌های داخلی مانند معده و روده وارد حفره قفسه سینه شوند و حتی ریه را تحت تأثیر قرار دهند. در این شرایط دیگر جنین نمی‌تواند به اندازه کافی مایع آمنیوتیک را بخورد و باعث شرایط پلی هیدرآمنیوس می‌شود.
اختلالات کلیوی جنین که منجر به افزایش تولید ادرار در دوران بارداری می‌شود.
ناهنجاری‌های کروموزومی مانند سندرم داون و سندرم ادواردز، که خود اغلب با ناهنجاری‌های دستگاه گوارش همراه است.
دیسپلازی اسکلتی یا کوتاهی بدن. در این شرایط حفره قفسه سینه به اندازه کافی برای قرار دادن تمام اندام‌های جنین بزرگ نیست و باعث محدود شدن نای و مری می‌شود و اجازه نمی‌دهد جنین مقدار مناسب مایع آمنیوتیک را ببلعد.

## تشخیص
اگر پزشک به پلی هیدرآمنیوس مشکوک باشد ابتدا یک سونوگرافی از جنین انجام می‌دهد. او با اندازه‌گیری بزرگترین و عمیق‌ترین پاکه اطراف جنین، حجم مایع آمنیوتیک (AFV) را تخمین می‌زند. اگر مقدار AFV از ۸۰۰ میلی‌متر بیشتر بود به معنی ایجاد پلی هیدرآمنیوس می‌باشد.
گاهی وقت‌ها نیز برای اندازه‌گیری میزان مایع آمنیوتیک مقدار آن را در چهار قسمت از رحم شما که بیشترین عمق مایع را دارد اندازه می‌گیرند. به مجموع این اندازه‌گیری‌ها شاخص مایع آمنیوتیک (AFI) گفته می‌شود که اگر بیشتر از ۲۵ سانتیمتر شود به معنی وجود پلی هیدرآمنیوس است.
در صورت تشخیص پلی هیدرآمنیوس، پزشک سایر آزمایش‌ها مانند آزمایش خون، آمنیوسنتز، تست ان اس تی و تست بیوفیزیکال پروفایل هم ممکنه تجویز کند.

## درمان
افزایش مایع آمنیون اگر خفیف باشد و علائمی نداشته باشد خود به خود برطرف می‌شود و نیازی به درمان ندارد. اما در موارد شدید ممکن است نیاز به بستری شدن مادر در بیمارستان باشد تا همه موارد بررسی شده و مراقبت‌های لازم انجام شود. گاهی پزشک برای برطرف کردن سوزش سر دل و حالت تهوع ناشی از این بیماری انواع آنتی اسیدها را تجویز می‌کند.